# Agrotis edmondsi
Agrotis edmondsi là một loài bướm đêm trong họ Noctuidae.